# Tievaselkäjärvet
Tievaselkäjärvet är sjöar i Finland. De ligger i kommunen Enare i landskapet Lappland, i den norra delen av landet, 1 000 km norr om huvudstaden Helsingfors. Tievaselkäjärvet ligger 157,4 meter över havet. De ligger vid sjön Määllilompolo. Arean är 19,1 hektar och strandlinjen är 2,93 kilometer lång. Sjön  ingår i Pasvik älvs huvudavrinningsområde. 